# Carleton (Lancashire)
Carleton – wieś w Anglii, w hrabstwie Lancashire, w dystrykcie Wyre. Leży 67 km na północny zachód od miasta Manchester i 325 km na północny zachód od Londynu. Pierwsze zapiski o tej miejscowości pochodzą z 1066 roku. 